# Ekslibris
Ekslibris tidligere exlibris (af latin ex libris, "af (N.N.'s) bøger", tilhørende N.N.s bogsamling) er et ejermærke i en bog.
Oprindeligt skrev en bogejer sit navn i bogen eller Ex libris NN. Men fra omtrent 1500 begyndte franskmændene og tyskerne at få ejermærke præget på ydersiden, supralibros, eller indklæbe kobberstukne eller xylograferede ekslibris på indersiden af bindet. Det var små papirsetiketter med ejermandens våben, devise eller navn i kunstneriske slyngninger eller ornamenteret indfatning. Kunstnere som Albrecht Dürer, Lucas Cranach (den ældre ?) og Jost Amman tegnede ekslibris.
Fra midten af 1600-tallet blev skikken meget almindelig i Frankrig og blomstrede i høj grad i 1700-tallet, da rokokotidens elegante tegnere og kobberstikkere udførte mange sindrige og nydelige ekslibris, således fx François Boucher, Hubert François Gravelot, Charles Dominique Eisen, Charles Nicolas Cochin, Jean Michel Moreau og Augustin de Saint-Aubin. I Tyskland gav samtidig Daniel Niklaus Chodowiecki sig af med at komponere sådanne ejermærker.
Omtrent 1850 fornyedes interessen for ekslibris, efter at de en tid havde været mindre udbredt. Flere begyndte at samle på ældre og komponere nye. Også i Danmark, hvor ganske få af 1700-tallets samlere som Henrik Hielmstierne og biskop Peder Hersleb havde trykte ekslibris, mens kongerne, adelen, Frederik Walter og især Bolle Willum Luxdorph fik deres våben præget på ydersiden af bindet. Hen imod 1900 kom Danmark godt med, idet navnlig Hans Tegner og Thorvald Bindesbøll tegnede adskillige.
I udlandet (Tyskland fx) blev der oprettet særlige ekslibrisselskaber, og i 1941 fik Danmark Dansk Exlibris Selskab. Siden kom også en ekslibrissamling på Frederikshavn Kunstmuseum til – en af de få museumssamlinger af ekslibris i Europa og en af de største i verden. Danske kunstnere som Johannes Larsen tegnede ekslibris.
Ejermærker præget i guldtryk på siden af bindet kaldes supralibros eller superexlibris.
- Japansk ejermærke fra 700-tallet
- Holbergs ekslibris af Odvardt Helmoldt von Lode, 1726-1757